# Daihatsu Copen
De Daihatsu Copen is een roadster gemaakt door de Japanse autofabrikant Daihatsu. Op de Tokyo Motor Show van 2001 maakte de Copen zijn debuut, toen nog als concept.
Om in Japan aan bepaalde milieu-eisen te voldoen werd de auto eerst uitgerust met een 660cc-viercilindermotor en werd hij bestempeld als Kei-car. Toen echter bleek dat dit niet van toepassing was in onder andere Europa werd de motor in 2005 vervangen door een krachtiger 1.3L-exemplaar.

## Productie
De tweezits Copen was de eerste auto met een volledige hydraulisch aluminium vouwdak. Enkele weken na het uitkomen van de auto in Japan waren er al 30.000 bestellingen geplaatst. Dit was de reden dat Daihatsu besloot de auto te exporteren naar onder andere Europa. De verkopen vielen eerst tegen omdat er alleen een versie beschikbaar was met het stuur aan de rechterkant. Inmiddels is de Copen aangepast voor gebruik buiten Japan en is het stuur ook beschikbaar aan de linkerkant.